# Philodromus cammarus
Philodromus cammarus es una especie de araña cangrejo del género Philodromus, familia Philodromidae. Fue descrita científicamente por Rossi en 1846.

## Distribución
Esta especie se encuentra en Balcanes.